# Бортнов (село)
Бортнов (укр. Бортнів) — село в Поромовской сельской общине Владимирского района Волынской области Украины.
До 2020 года входило в Иваничевский район.
Код КОАТУУ — 0721180402. Население по переписи 2001 года составляет 450 человек. Почтовый индекс — 45310. Телефонный код — 3372. Занимает площадь 1,015 км².